# Alain Riou (journaliste)
 (novembre 2023).
Pour les articles homonymes, voir Alain Riou et Riou.
Alain Riou, né le 24 août 1941, est un journaliste, scénariste et réalisateur français. Il a été l'un des collaborateurs de l'émission de France Inter, Le Masque et la Plume.

## Biographie
Alain Riou est un journaliste français, spécialisé dans le cinéma. 
Il a contribué aux pages « Cinéma » du Nouvel Observateur et de son supplément Télé-Obs pendant de nombreuses années. Au cours de sa carrière, il a également signé différents livres, tels que l'ouvrage La Suite à l'écran, un recueil d'entretiens avec le scénariste Jean Aurenche.
Par ailleurs, il est intervenu régulièrement dans différentes émissions à la radio et la télévision :
- Rive droite / Rive gauche de Thierry Ardisson, entre 1998 et 2000.
- la tribune « cinéma » du Masque et la Plume sur France Inter
- Le Cercle  de Canal+.

Alain Riou a organisé également la programmation du ciné-club du cinéma Majestic Passy à Paris.

## Filmographie

### Scénariste et réalisateur
- 1984 : Le Léopard de Jean-Claude Sussfeld – scénariste
- 1984 : Dernier Banco (téléfilm)
- 1991 : Les Dessous de la passion (téléfilm) – dialoguiste
- 1993 : Pétain de Jean Marbœuf – scénariste
- 2004 : Elle critique tout ! de Renan Pollès – scénariste et acteur
- 2006 : Cut ! – réalisateur et scénariste
- 2007 : Tous les hommes sont des romans (téléfilm) – coréalisateur et coscénariste avec Renan Pollès

### Acteur
- 1994 : Cinématon no 1734 de Gérard Courant
- 1996 : Chambéry-Les Arcs de Gérard Courant
- 1999 : Le Journal de Joseph M de Gérard Courant
- 2002 : Périssable paradis de Gérard Courant
- 2002 : Périssable paradis II (Notes pour un monde nouveau) de Gérard Courant
- 2010 : Jean Aurenche, écrivain de cinéma, d'Alexandre Hilaire et Yacine Badday
- 2011 : Le Cinéma de Boris Vian de Yacine Badday et Alexandre Hilaire

## Théâtre
- 2012 : Hitch, d'Alain Riou et Stéphane Boulan[3].